# 宇神幸男
宇神 幸男（うがみ ゆきお、1952年 - ）は、日本の小説家・音楽評論家。愛媛県宇和島市生まれ。本名は神應幸男。宇和島市役所勤務。
1989年、フランスのピアニスト、エリック・ハイドシェックの再デビューコンサートを宇和島市立南予文化会館で企画・開催する。1990年、音楽ミステリー『神宿る手』で小説家デビュー。2004年、『悲将の島』で第10回鳥羽市マリン文学賞入選。2005年、『人魚のいた夏』で第9回海洋文学大賞の海洋文学賞部門佳作に選ばれる。

## 作品リスト

### 小説
- 神宿る手（1990年4月 講談社 / 1993年4月 講談社文庫）
- 消えたオーケストラ（1991年4月 講談社 / 1994年7月 講談社文庫）
- ニーベルングの城（1992年10月 講談社
  - 【改題】ニーベルンクの城（1996年7月 講談社文庫）
- 美神の黄昏（1993年12月 講談社 / 2000年1月 講談社文庫）
- 髪を截る女（1993年7月 実業之日本社）
- 水のゆくえ（1995年9月 角川書店）
- ヴァルハラ城の悪魔（1997年3月 講談社ノベルス）

### 音楽関連書籍（共著）
- 宇野功芳責任推薦 クラシック人生の100枚 異論・反論vs返答付（2003年10月 音楽之友社）
- 宇野功芳企画編集 フルトヴェングラー 没後50周年記念（2004年12月 学習研究社）

### 歴史書
- シリーズ藩物語 宇和島藩（2011年8月 現代書館）
- シリーズ藩物語 伊予吉田藩（2013年4月 現代書館）
- 幕末の女医楠本イネ　シーボルトの娘と家族の肖像(2018年 現代書館)

### ラジオドラマ脚本
- メフィスト・ワルツ（1995年1月14日放送、NHK-FM「FMシアター」、出演：奥田瑛二、七瀬なつみ、相島一之）